# العراشی
ال عراشی یک منطقهٔ مسکونی در یمن است که در استان صنعا واقع شده‌است.